# Maestro della Croce di Castelfiorentino
Il Maestro della Croce di Castelfiorentino (fl. XIII secolo) è stato un pittore italiano attivo nel XIII secolo.
Alcuni studiosi lo identificano in Michele di Baldovino.

## Descrizione
Il Garrison lo definisce nel suo catalogo «maestro Giuntesco influenzato fortemente dall'impressionismo contemporaneo, in particolare dal maestro del crocifisso di Castellare», collocandolo in area pisana tra il 1250 ed il 1270 ed attribuendogli, appunto, la croce di Castelfiorentino e quella dell'Opera del Duomo. Lo stesso Garrison riconosce una certa affinità con una Madonna del latte di San Martino che attribuisce ad un allievo dello stesso Maestro. Nei primi anni Duemila, alcuni autori proponevano di identificarlo con il Michele di Baldovino autore di una croce firmata conservata a Cleveland; tale ricostruzione è stata recentemente messa in dubbio da ulteriori studi stilistici.

## La presunta identificazione con Michele di Baldovino

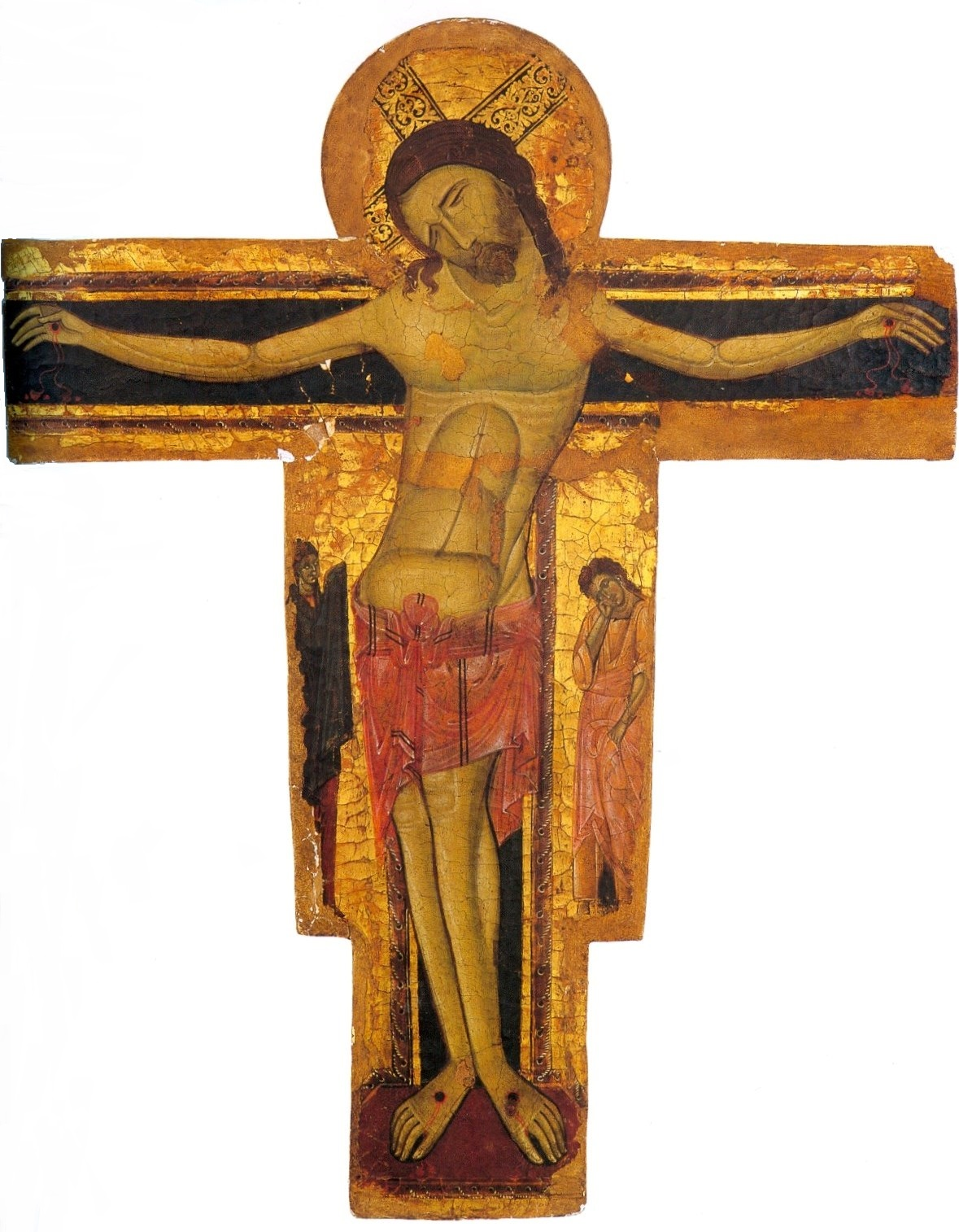
Croce dipinta. Pisa, Chiesa di Sant'Andrea in Chinseca

Nel 1987, la mostra al Metropolitan Museum of Art di New York espone per la prima volta una monumentale croce in stile pisano che evidenzia sul suppedaneo frammenti di una firma; la stessa croce passerà poi attraverso il mercato antiquario in breve tempo dall'ambito di una collezione privata, al Metropolitan Museum e, in fine, al Museum of Art di Cleveland. Proprio a Cleveland, il critico americano James Stubblebine studierà e descriverà la croce, riconoscendo l'immagine di Santa Bona sulla raffigurazione di destra e riconducendo quindi l'opera alla chiesa di San Martino a Pisa. Nei primi anni Novanta, Antonino Caleca e Mariagiulia Burresi riconoscono in quei frammenti d'iscrizione il nome di Michele di Baldovino; essa infatti reca le lettere «HAEL Q [...] // [...]VINI[...]IT», interpretate dagli autori di quello studio come «micHAEL Quondam baldoVINI me pinxIT». Seppure l'attribuzione di quell'opera apra la strada ad una serie di interessanti parallelismi e tentativi di attribuzione nell'ambito delle croci romaniche toscane, il tentativo di ricostruire un catalogo delle opere di questo Maestro condusse allora ad attribuzioni assolutamente forzate secondo Nassar. Caleca e Burresi, infatti, tentano di far coincidere questa figura con il Maestro della Croce di Castel Fiorentino, che secondo Nassar sarebbe invece assolutamente distinguibile da quello della croce con Santa Bona, seppure seguace della stessa corrente ed evidentemente interprete coevo o di poco successivo della stessa scuola giuntesca. Ancora alla stessa maestranza, Burresi e Caleca attribuiscono adesso la Croce di San Piero in Viniculis e quella di Riglione che paiono a lui inconciliabili con le opere già attribuite. Assolutamente univoca, invece, appare  l'attribuzione che questi stessi autori fanno della Croce di Sant'Andrea in Chinseca, chiaramente attribuibile alla solita mano della Croce di Castelfiorentino. Il linguaggio del Maestro di queste croci esprime caratteri sorprendentemente vicini a Giunta Pisano, con cui deve aver intrattenuto rapporti e relazioni assolutamente forti.

## Le tavole di San Verano e di San Nicola

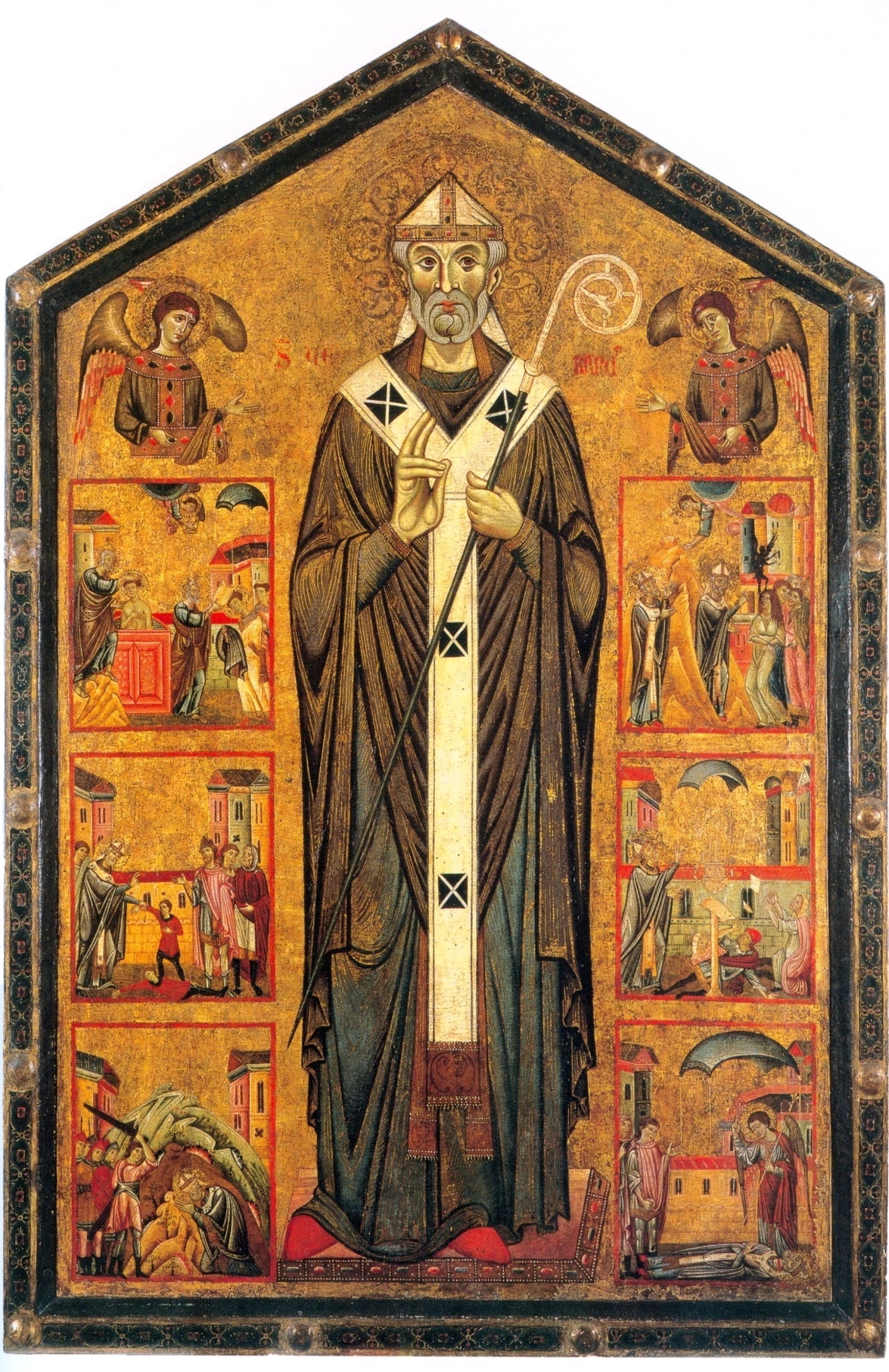
San Verano e storie della sua vita, Milano, Pinacoteca di Brera

Allo stesso Maestro della Croce di Castelfiorentino sono attribuite, sino ad oggi senza troppi dubbi, anche le due tavole ritraenti San Verano e San Nicola; tale attribuzione trova motivazione, oltre che nella coerenza territoriale di questo autore, che opera tra le Diocesi di Volterra e di Pisa, anche nella necessità di attribuirle ad una maestranza che già avesse dimostrato forti legami con la scuola giuntesca, segnando queste tavole di parallelismi importanti con lo schema delle più celebri riferite a San Francesco.

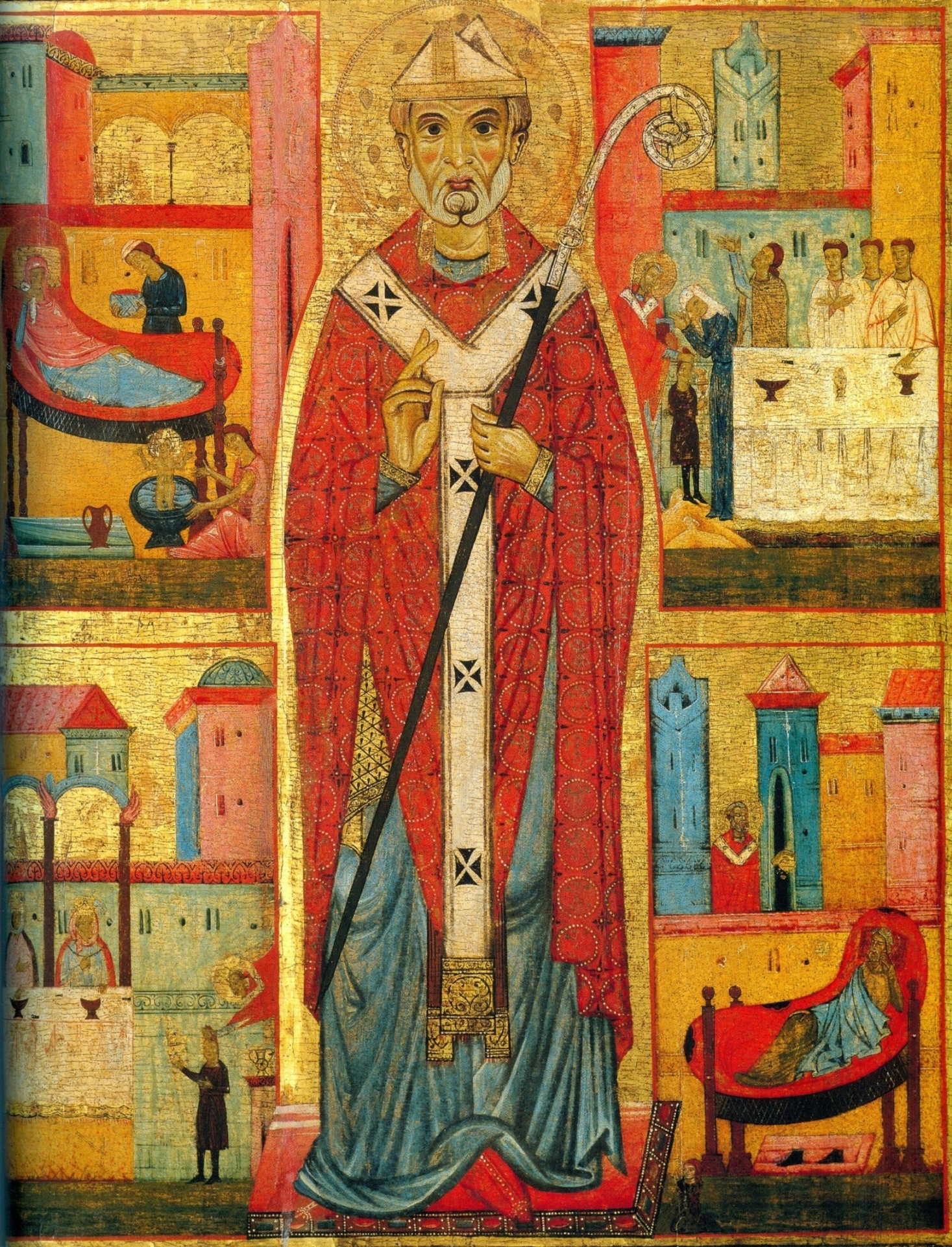
San Nicola e storie della sua vita, Peccioli, Museo di Arte Sacra.

La tavola di San Verano, poi,  marca ancora la pertinenza al territorio Volterrano, essendo con tutta probabilità attribuibile alla pieve di Peccioli; in relazione a questa attribuzione di provenienza, la critica si è dimostrata profondamente divisa in merito ad una discussione agiografica che pare a questo autore, in realtà, di poco rilievo: la tavola in oggetto, infatti, presenterebbe le storie di San Verano di Tour, in particolare una relativa alla sua decollazione, fatto assolutamente assente nella storia del Verano di Cavaillon venerato invece a Peccioli. Appare assolutamente possibile, in questo senso, che l'autore abbia realizzato la tavola basandosi sui racconti e sulle fonti locali, che certamente non abbondavano, come non abbondano tutt'oggi, nei riguardi della vita di quel Santo Vescovo; l'errore agiografico pare, in questo senso, assolutamente ammissibile, secondo Nassar, che ritiene non precluda in alcun modo il legame con la pieve pecciolese.

L'altra tavola, dedicata a San Nicola, si trova oggi a Peccioli a causa di un errore identificativo perpetrato nell'Ottocento dal privato Toscanelli, il quale, secondo un appunto affisso sul retro della tavola, la acquistò nel 1852. L'iscrizione recita:
“questa tavola di pittura rarissima rappresenta San Verano abate, patrono di Peccioli, ove per secoli fu in dotazione. Nel 1852 fu venduta a Giuseppe Toscanelli. Nel 1881 il proprietario la donò al Comune di Peccioli con preghiera di ritornarla alla adorazione dei fedeli e dei devoti cattolici”.
Alla luce di questo è evidente che la tradizione tenesse ancora memoria della collocazione pecciolese della tavola, forse venduta nel corso dei rifacimenti della Pieve nel primo Ottocento, ed è facile credere che Toscanelli abbia tuttavia acquistato sul mercato l'opera sbagliata, anche a causa della grande somiglianza con la gemella, che per anni, ed in parte ancora oggi, è stata oggetto del culto popolare che continuava a crederla l'immagine di San Verano. Seppure risulti difficoltosa una precisa collocazione, anche questa tavola pare ascrivibile al territorio pisano o volterrano, rivelandosi probabilmente frutto del lavoro della stessa mano che dipinse l'altra.

## Datazioni
Nel suo recente studio monografico, Nassar, attraverso raffronti iconografici con i tipi monetali circolanti a Volterra e in Toscana tra la fine del Duecento e l'inizio del Trecento, riesce a datare le tavole con i Santi Verano e Nicola agli anni Sessanta o Settanta del Duecento, e la realizzazione delle croci dipinte ad un periodo immediatamente antecedente, che risponde alle influenze giuntesche che ne emergono.